# 김상윤 (바둑 기사)
김상윤(金相潤, 2001년 10월 6일 ~ )은 대한민국의 바둑 기사이다.

## 약력
서울 출신으로 12세 경에 바둑에 입문하여 장수영바둑도장에서 본격적으로 바둑 공부를 했고, 이후 강창배바둑연구실에서 강창배 사범의 지도를 받았다. 2018년 제5회 전라남도 국수산맥 전국청소년 바둑축제 최강부에서 8강에 진출했다. 2019년 제12회 노사초배 전국아마바둑대회 오픈최강부에서 유병용과 함께 공동 3위를 기록했고, 같은해 제144회 연구생 입단대회에서 송민혁을 누르고 입단했다.